# Christian Stebler
Christian Stebler (ur. 23 kwietnia 1981) – szwajcarski biegacz narciarski, zawodnik klubu SC Bannalp-Wolfenschiessen.

## Kariera
Po raz pierwszy na arenie międzynarodowej Christian Stebler pojawił 1 marca 1998 roku podczas zawodów FIS Race w Urnäsch, gdzie zajął dziesiąte miejsce w biegu na 15 km techniką dowolną. W styczniu 2000 roku wziął udział w mistrzostwach świata juniorów w Štrbskim Plesie, gdzie zajął 25. miejsce w biegu na 15 km stylem dowolnym, a na dystansie 30 km stylem klasycznym uplasował się trzy pozycje niżej. Na rozgrywanych rok później mistrzostwach świata juniorów w Karpaczu jego najlepszym wynikiem było jedenaste miejsce w biegu na 10 km stylem klasycznym. W Pucharze Świata zadebiutował 27 grudnia 1999 roku w Engelbergu, zajmując 77. miejsce w sprincie stylem klasycznym. Pierwsze pucharowe punkty wywalczył 28 listopada 2003 roku w Ruce, zajmując 28. miejsce w biegu na 15 km klasykiem. W klasyfikacji generalnej najlepiej wypadł w sezonie 2004/2005, który ukończył na 109. pozycji. W 2006 roku wystartował na igrzyskach olimpijskich w Turynie, gdzie był między innymi siódmy w sztafecie i czternasty na dystansie 15 km techniką klasyczną. Dwukrotnie startował na mistrzostwach świata, najlepszy wynik osiągając podczas mistrzostw świata w Val di Fiemme w 2003 roku, gdzie na dystansie 15 km klasykiem zajął 37. miejsce. Startuje także w zawodach cyklu FIS Marathon Cup, zajął między innymi 21. miejsce w klasyfikacji generalnej sezonu 2006/2007. 11 marca 2007 roku wywalczył swoje jedyne podium w maratonach FIS, zajmując trzecie miejsce w szwajcarskim Engadin Skimarathon.

## Osiągnięcia

### Igrzyska olimpijskie
| Miejsce | Dzień     | Rok  | Miejscowość | Konkurencja             | Czas biegu  | Strata      | Zwycięzca        |
| ------- | --------- | ---- | ----------- | ----------------------- | ----------- | ----------- | ---------------- |
| 14.     | 17 lutego | 2006 | Turyn       | 15 km stylem klasycznym | 38:01,3 min | +2:37,3 min | Andrus Veerpalu  |
| 7.      | 19 lutego | 2006 | Turyn       | Sztafeta 4x10 km        | 1:43:45,7 h | +1:25,2 min | Włochy           |
| 50.     | 26 lutego | 2006 | Turyn       | 50 km stylem dowolnym   | 2:06:11,8 h | +5:01,2 min | Giorgio Di Centa |

### Mistrzostwa świata
| Miejsce | Dzień     | Rok  | Miejscowość   | Konkurencja             | Czas biegu  | Strata      | Zwycięzca             |
| ------- | --------- | ---- | ------------- | ----------------------- | ----------- | ----------- | --------------------- |
| 37.     | 21 lutego | 2003 | Val di Fiemme | 15 km stylem klasycznym | 35:47,5 min | +2:05,8 min | Axel Teichmann        |
| 51.     | 17 lutego | 2005 | Oberstdorf    | 15 km stylem dowolnym   | 34:49,7 min | +2:23,4 min | Pietro Piller Cottrer |
| 41.     | 20 lutego | 2005 | Oberstdorf    | 2x15 km łączony         | 1:19:20,5 h | +4:53,2 min | Vincent Vittoz        |

### Mistrzostwa świata juniorów
| Miejsce | Dzień       | Rok  | Miejscowość   | Konkurs                 | Wynik       | Strata      | Zwycięzca          |
| ------- | ----------- | ---- | ------------- | ----------------------- | ----------- | ----------- | ------------------ |
| 25.     | 25 stycznia | 2000 | Štrbské Pleso | 10 km stylem dowolnym   | 25:37,8 min | +2:40,0 min | Ron Spanuth        |
| 28.     | 30 stycznia | 2000 | Štrbské Pleso | 30 km stylem klasycznym | 1:36:37,5 h | +8:15,3 min | René Reisshauer    |
| 23.     | 30 stycznia | 2001 | Karpacz       | 30 km stylem dowolnym   | 1:29:55.6 h | +4:35,5 min | Sami Jauhojärvi    |
| 11.     | 1 lutego    | 2001 | Karpacz       | 10 km stylem klasycznym | 29:00.2 min | +56,5 s     | Kristian Horntvedt |
| 29.     | 3 lutego    | 2001 | Karpacz       | Sprint stylem dowolnym  | ?           | -           | Johannes Bredl     |

### Puchar Świata

#### Miejsca w klasyfikacji generalnej
- sezon 2003/2004: 139.
- sezon 2004/2005: 109.

#### Miejsca na podium
Stebler nie stał na podium zawodów Pucharu Świata.

### FIS Marathon Cup

#### Miejsca w klasyfikacji generalnej
- sezon 2002/2003: 45.
- sezon 2003/2004: 100.
- sezon 2004/2005: 105.
- sezon 2006/2007: 21.
- sezon 2007/2008: 78.
- sezon 2008/2009: 43.

#### Miejsca na podium
| Nr | Dzień    | Rok  | Zawody              | Dystans               | Czas biegu  | Strata | Pozycja | Zwycięzca     |
| -- | -------- | ---- | ------------------- | --------------------- | ----------- | ------ | ------- | ------------- |
| 1. | 11 marca | 2007 | Engadin Skimarathon | 42 km stylem dowolnym | 1:43:43,7 h | +1,1 s | 3.      | Dario Cologna |